# Acronychia intermedia
Acronychia intermedia är en vinruteväxtart som beskrevs av  T.G. Hartley. Acronychia intermedia ingår i släktet Acronychia och familjen vinruteväxter. Inga underarter finns listade i Catalogue of Life.